# Muhammed Ali Jinnah
Muhammed Ali Jinnah, född 25 december 1876 i Karachi, Brittiska Indien, död 11 september 1948 i Karachi, var en politiker och advokat som var framstående i kampen för Pakistans självständighet. Han blev den nya statens första generalguvernör och ledare för det styrande partiet Muslimska förbundet. I Pakistan kallas han idag ofta Quaid-i-Azam, Nationens ledare.

## Uppväxt och tidig karriär

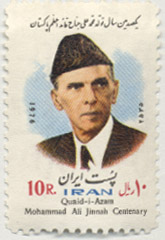
Muhammed Ali Jinnah på ett iranskt frimärke

Muhammed Ali Jinnah var son till en shiamuslimsk köpman och hade sex syskon av vilka endast den yngsta systern är känd. Han bodde en tid i Bombay där han utbildades vid Bombays universitet. År 1892 erbjöds han lärlingsplats vid ett brittiskt handelsföretag av en bekant till fadern. Han började dock istället studera juridik i London. Under sin vistelse i Storbritannien kom Jinnah i kontakt med brittisk liberalism, demokrati och progressiv politik. Även klädstilen påverkade Jinnah som slutade bära typisk indisk klädsel. Vid 20 års ålder blev han den förste muslimske advokaten i Bombay och han talade nästan uteslutande engelska.

## Politisk karriär
Jinnah var först aktiv i Indiska nationalkongressen, men från 1913 istället en av ledarna för All India Muslim League och huvudansvarig för att Pakistan bildades som en separat stat när Brittiska Indien upplöstes 1947 och var fram till sin död Pakistans generalguvernör.